# Петровка (Жиздринський район)
Петровка (рос. Петровка) — присілок в Жиздринському районі Калузької області Російської Федерації.
Населення становить 25 осіб. Входить до складу муніципального утворення Село Студенець.

## Історія
Від 2004 року входить до складу муніципального утворення Село Студенець

## Населення
| 2002 | 2010 |
| ---- | ---- |
| 34   | ↘25  |